# Pyroptóza
Pyroptóza je typem prozánětlivé programované buněčné smrti odlišné od apoptózy a je závislá na aktivaci enzymu kaspáza-1. Tento typ buněčné smrti je spouštěn různými patologickými stimuly, jako je mrtvice, srdeční infarkt, rakovina, a hlavně hraje klíčovou roli pro kontrolu mikrobiálních infekcí. Dysregulace pyroptózy ale také může vést k autoimunitním onemocněním. Pyroptóza je indukována zánětlivými kaspázami, především kaspázou-1, ale také kaspázou-4, kaspázou-5 nebo myší kaspázou-11.
Kaspáza-1 byla nejprve rozpoznána jako proteáza, která štěpí prekurzory prozánětlivých cytokinů IL-1 (IL-1β) a IL-18, ale aktivace kaspázy-1 může také vést k rychlé buněčné smrti způsobené rupturou membrány, čímž dojde k vylití buněčného obsahu do extracelulárního prostředí a uvolnění aktivovaných prozánětlivých cytokinů.

## Aktivace kaspázy-1
K aktivaci kaspázy-1 dochází skrze receptory NLR (NOD-like receptory), které jsou specializovanou skupinou intracelulárních proteinů hrající rozhodující úlohu v přirozených imunitních mechanismech hostitele. NLR protein NLRP3 (NACHT, LRR a PYD domény obsahující protein 3; také známý jako NALP3) reaguje na více stimulů, včetně toxinů tvořících póry, rozeznává také extracelulární ATP v přítomnosti různých PAMPs , krystaly kyseliny močové , virovou DNA a RNA, azbest  a nebo ultrafialové záření. Mechanismus, kterým NLRP3 detekuje tuto divergentní skupinu signálů, nebyl zatím objasněn.
NLR rozeznávající signály nebezpečí vytvářejí proteinový komplex zvaný inflamazom. Inflamazom je formován oligomerizujími NLR skrze jejich nukleotid-vazebnou doménu NACHT, dále u některých NLR, včetně NLRP3 dochází k připojení adaprotového proteinu ASC (Apoptosis-associated speck-like protein containing a CARD). ASC protein má dvě domény, PYD a CARD. Přes PYD doménu se ASC váže na NLR a CARD doména interaguje s kaspázou-1 a aktivuje ji. Jiné NLR, jako je NLRC4, obsahují CARD doménu a mohou přímo interagovat s kaspázou-1.

## Aktivace IL-1β, IL-18 a indukce pyroptózy
Inflamasomem aktivovaná kaspáza-1 štěpí prekurzory prozánětlivých cytokinů IL-1β a IL-18 a k indukci pyroptózy. IL-1β je silným induktorem zánětu, vazodilatace a extravazace, ale hraje také důležitou roli při aktivaci adaptivního imunitního systému. IL-18 podporuje produkci IFNγ u Th1 buněk, u NK buněk a cytotoxických T buněk, dále podporuje vývoj Th2 buněk a také rozvíjí lokální zánět.
Pyroptóza vede k ruptuře plasmatické membrány a uvolňování intracelulárních molekul, jako je ATP, DNA, ASC oligomery a dalších, do extracelulárního prostředí. Společně jsou také uvolňovány cytokiny a celý tento proces vede k udržení a zesílení zánětu. Takže ve výsledku tyto signály slouží jako spouštěč pro zahájení, zesílení a udržení zánětu.